# Ossokino (Kaliningrad, Selenogradsk)
Ossokino (russisch Осокино, deutsch Panjes) ist ein Ort in der russischen Oblast Kaliningrad. Er gehört zur kommunalen Selbstverwaltungseinheit Stadtkreis Selenogradsk im Rajon Selenogradsk.

## Geographische Lage
Ossokino liegt 36 Kilometer nordwestlich der Stadt Kaliningrad (Königsberg) unmittelbar an der Bahnstrecke Fischhausen–Groß Dirschkeim (russisch: Primorsk–Donskoje). Der Ort ist zu erreichen über eine Stichstraße von der Kommunalstraße 27K-367 von Russkoje (Germau) an der Regionalstraße 27A-013 (ex A192) über Pokrowskoje (Sorgenau) nach Jantarny (Palmnicken).

## Geschichte
Der bis 1946 Panjes genannte Ort bestand 1945 lediglich aus einem großen Hof. Im Jahre 1819 wurde die Ortschaft gegründet. Sie war bis 1928 Teil der Landgemeinde Kirpehnen (heute russisch: Powarowka), ab 1928 der Landgemeinde Germau (Russkoje), zu deren Amtsbezirk im Landkreis Fischhausen, von 1939 bis 1945 Landkreis Samland, im Regierungsbezirk Königsberg der preußischen Provinz Ostpreußen es auch gehörte.
Im Jahre 1945 kam Panjes in Folge des  Krieges mit dem nördlichen Ostpreußen zur Sowjetunion. Im Jahr 1947 erhielt der Ort den russischen Namen Ossokino und wurde gleichzeitig dem Dorfsowjet Jantarski selski Sowet im Rajon Primorsk zugeordnet. Später gelangte der Ort in den Powarowski selski Sowet. Von 2005 bis 2015 gehörte Orechowo zur Landgemeinde Krasnotorowskoje selskoje posselenije und seither zum Stadtkreis Selenogradsk.

## Kirche
Mit seinen meist evangelischen Einwohnern war Panjes vor 1945 in das Kirchspiel der Pfarrkirche in Germau (heute russisch: Russkoje) eingegliedert, das zum Kirchenkreis Fischhausen (Primorsk) in der Kirchenprovinz Ostpreußen der Kirche der Altpreußischen Union  gehörte. Heute liegt Ossokino im Einzugsgebiet der evangelisch-lutherischen Auferstehungskirche in Kaliningrad (Königsberg) in der Propstei Kaliningrad der Evangelisch-lutherischen Kirche Europäisches Russland.